# ذو الكفل
ذُو الكِفْل هو نبي على الصحيح في الإسلام. ويعتقد بعض المؤرخين أنه حزقيال في اليهودية، رغم عدم وجود دليل قاطع في هذا الخصوص.

## سيرته فياليهودية
يعتقد العديد من الباحثين والمؤرخين أن ذا الكفل هو نفسه حزقيال (بالعبرية: יְחֶזְקֵאל). ويعد حزقيال نبيا لدى اليهود أيضا، وقد ورد ذكره في سفر نبوة حزقيال في العهد القديم. ووفقا لبعض الروايات اليهودية فإنه قدم للعراق خلال السبي البابلي.

## عندالمسلمين
قال أهل التاريخ ذو الكفل هو ابن أيوب ونسبه هو نسب أيوب، واسمه في الأصل حزقيل، وقد بعثه الله بعد أيوب إلى أهل دمشق وما حولها. وسماه ذا الكفل، لأنه تكفل ببعض الطاعات فوفى بها. اجتبی الله تعالی ذا الكفل من آلاف الأنبياء علیهم السلام أجمعین، في زمرة الذین ذکر الله أسماءهم في القرآن الكريم قال تعالى: ﴿وَإِسْمَاعِيلَ وَإِدْرِيسَ وَذَا الْكِفْلِ كُلٌّ مِنَ الصَّابِرِينَ ۝٨٥﴾ وقال: ﴿وَاذْكُرْ إِسْمَاعِيلَ وَالْيَسَعَ وَذَا الْكِفْلِ وَكُلٌّ مِنَ الْأَخْيَارِ ۝٤٨﴾ ويرى بعض العلماء أنه رجل من الصالحين، وقد رجح ابن كثير نبوته لأن الله عز وجل قرنه مع الأنبياء كما في سورة الأنبياء، وكما ذكر أنه بعث لأهل دمشق.

## قصته
كان ذو الكفل يصلي كل يوم مائة صلاة، قيل إنه تكفل لبني قومه أن يقضي بينهم بالعدل، ويكفيهم أمرهم ففعل فسمي بذي الكفل. قال ابن كثير: فالظاهر من ذكره في القرآن الكريم بالثناء عليه مقرونا مع هؤلاء السادة الأنبياء، أنه نبي عليه من ربه الصلاة والسلام وهذا هو المشهور.
والقرآن الكريم لم يزد على ذكر اسمه في عداد الأنبياء، أما دعوته ورسالته والقوم الذين أرسل إليهم فلم يتعرض لشيء من ذلك لا بالإجمال ولا بالتفصيل، كما أن الكثير من المؤرخين لم يوردوا عنه إلا النزر اليسير.

ومما ينبغي التنبه له، أن "ذا الكفل" الذي ذكره القرآن هو غير "الكفل" الذي ذكر في الحديث الشريف، ونص الحديث كما رواه الإمام أحمد عن ابن عمر ما قال: 
 وقال ابن كثير: ورواه الترمذي وقال: حديث حسن وروي موقوفا على ابن عمر وفي إسناده نظر فإن كان محفوظا فليس هو ذا الكفل وإنما لفظ الحديث الكفل من غير إضافة فهو إذا رجل آخر غير المذكور في القرآن.
ويذكر بعض المؤرخين أن ذا الكفل تكفل لبني قومه أن يكفيهم أمرهم ويقضي بينهم بالعدل، فسمي ذا الكفل. وذكروا بعض القصص في ذلك ولكنها قصص تحتاج إلى تثبت وتدقيق.

## نسبه
يوجد خلاف فبدي نسبه فيوجد من يقول انه :
ذو الكفل (( حزقيال )) بن أيوب بن موص بن رازح بن روم بن رعوئيل بن العيص بن إسحاق بن إبراهيم
ذو الكفل (( حزقيال )) بن بوزي من نسل هارون بن عمرام بن قهات بن لاوي بن يعقوب بن إسحاق بن إبراهيم وهو الاصح

## قبره

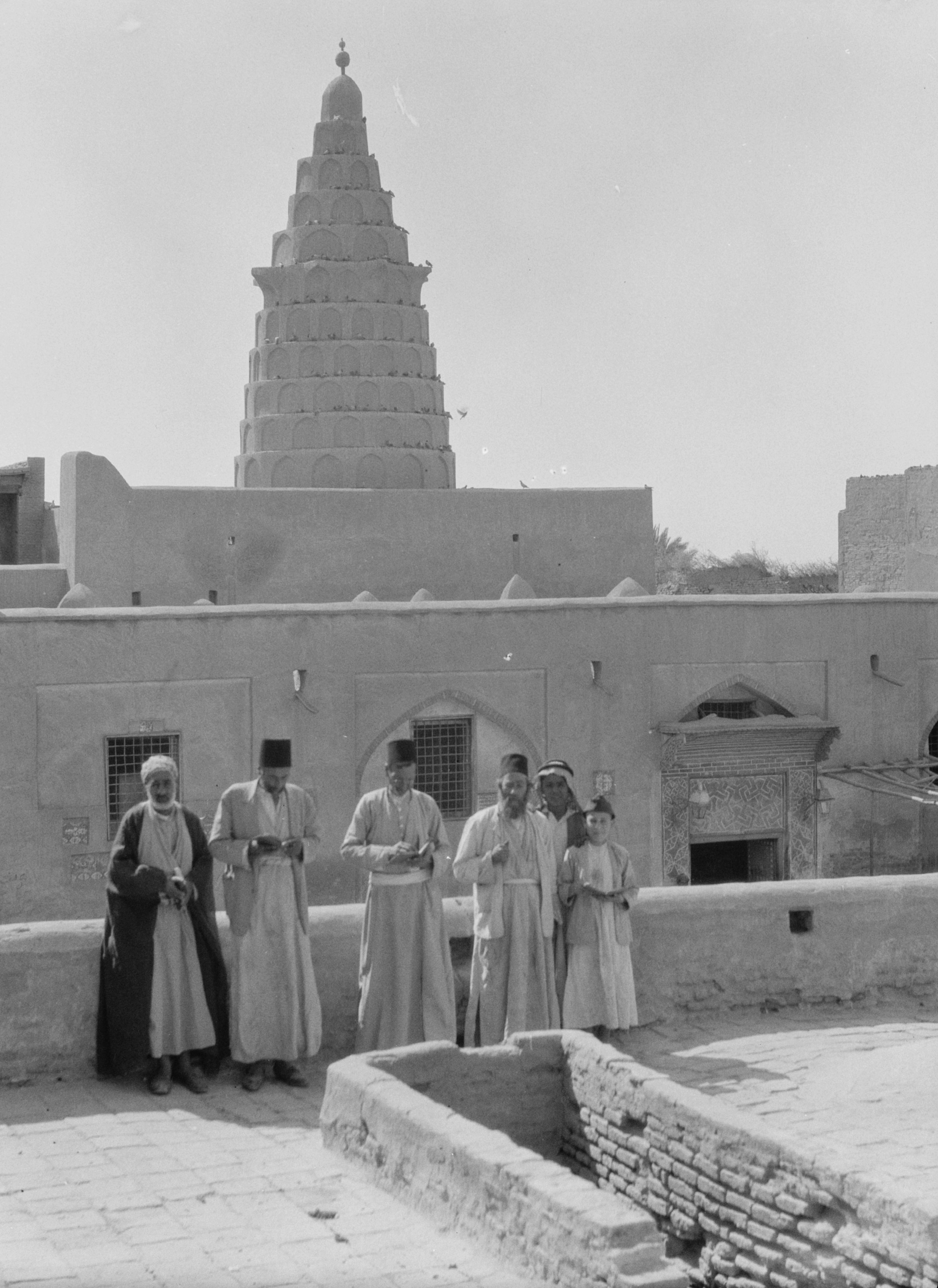
يهود عراقيون عند ضريح ذو الكفل في ثلاثينيات القرن العشرين.

- قيل أن قبره يوجد بمدینة دزفول جنوب غربي إيران، ویسمونه قبر حزقيل، ویعتقد أهلها أنه لذي الكفل، وأنه أبو دانيال النبي علیهما السلام. فوجود قبر دانيال النبي فی مدینة شوش على بعد 30 کیلومترا جنوب دزفول یقوي احتمال صحة هذه الادعاءات.

- وقیل مقامه في الشام، وأهلها يذكرون أن قبره في جبل قاسيون المشرف على دمشق.

- وقيل بل قبره في بلدة الكفل في العراق.

- وقيل أنه في فلسطين في بلدة كفل حارس.